# Reina Hispanoamericana 2018
Reina Hispanoamericana 2018 fue la 28.ª edición de Reina Hispanoamericana correspondiente al año 2018 se llevó a cabo el 3 de noviembre de 2018 en la ciudad de Santa Cruz de la Sierra, Bolivia en donde varias candidatas de diferentes países y territorios autónomos compitieron por el título y la corona internacional. Al final del evento la Reina Hispanoamericana 2017, Teresita Márquez de Filipinas, coronó a Nariman Battikha de Venezuela como su sucesora.
El evento fue transmitido en vivo por la cadena de televisión boliviana Red Uno y a través de internet para toda Hispanoamérica y el resto del mundo.

## Resultado final
| Posición                       | País           | Candidata         |
| ------------------------------ | -------------- | ----------------- |
| Reina Hispanoamericana 2018    | Venezuela      | Nariman Battikha  |
| Virreina Hispanoamericana 2018 | Brasil         | Isabele Pandini   |
| Primera finalista              | México         | Aranza Molina     |
| Segunda finalista              | Paraguay       | Belén Alderete    |
| Tercera Finalista              | Bolivia        | Joyce Prado       |
| Cuarta finalista               | Chile          | Camila Helfmann   |
| Quinta finalista               | Ecuador        | Lisseth Naranjo   |
| Sexta Finalista                | Cuba           | Gleidys Leyva     |
| Séptima finalista              | Perú           | Jessica McFarlane |
| Octava finalista               | Europa Hispana | Daniela Santeliz  |

- Δ Votada por el público vía internet.

Order Of Announcements
Top 10
1. México
2. Venezuela
3. Brasil
4. Bolivia
5. Paraguay
6. Chile
7. Cuba
8. Perú
9. Ecuador
10. Europa Hispana

## Relevancia histórica
- Venezuela obtiene el título de Reina Hispanoamericana por séptima vez
- Brasil obtiene el segundo lugar, su última vez fue en 2007.
- Venezuela, México, Paraguay, Bolivia, Chile y Perú vuelven a clasificar a semifinales.
- Cuba clasifica por segundo año consecutivo a semifinales.
- Ecuador clasificó por última vez en 2014
- Europa Hispana clasifica por primera vez a semifinales.

## Gala de la belleza hispana
| Premio                     | País           | Candidata         |
| -------------------------- | -------------- | ----------------- |
| Chica Amaszonas            | Brasil         | Isabele Pandini   |
| Labios Más Bellos Mentisan | México         | Aranza Molina     |
| Mejor Cabellera Cava       | Uruguay        | Florencia Barrios |
| Mejor Sonrisa Orest        | Bolivia        | Joyce Prado       |
| Mejor Traje Típico         | Ecuador        | Lisseth Naranjo   |
| Miss Deporte Patra         | Brasil         | Isabele Pandini   |
| Miss Elegancia Face        | México         | Aranza Molina     |
| Miss Personalidad Udabol   | Europa Hispana | Daniela Santeliz  |
| Miss Fotogénica            | México         | Aranza Molina     |
| Miss Silueta Philips       | Paraguay       | Belén Alderete    |
| Miss Simpatía              | Cuba           | Gleidys Leyva     |

## Candidatas
30 candidatas fueron confirmadas a competir en el certamen de Reina Hispanoamericana 2018:
(En la tabla se utiliza su nombre completo, los sobrenombres van entrecomillados y los apellidos utilizados como nombre artístico, entre paréntesis; fuera de ella se utilizan sus nombres «artísticos» o simplificados)
| País/Territorio      | Candidata                            | Edad | Estatura | Ciudad de Oigen         |
| -------------------- | ------------------------------------ | ---- | -------- | ----------------------- |
| Argentina            | María Irigaray Bradanani             | 25   | 1.65     | Concordia               |
| Aruba                | Raquelle Elina Rosalia Reeberg       | 25   | 1.76     | Oranjestad              |
| Belice               | Selene Maria Urias                   | 22   | 1.67     | Ciudad de Belice        |
| Bolivia              | Joyce Marian Prado Ribera            | 21   | 1.81     | Santa Cruz de la Sierra |
| Brasil               | Isabele Pandini Nogueira             | 26   | 1.68     | São José do Rio Preto   |
| Canadá               | Rafaella Enderica Peña               | 20   | 1.72     | Toronto                 |
| Chile                | Camila Ignacia Helfmann Pastene      | 20   | 1.74     | Santiago                |
| Colombia             | Alma Beatriz Díaz Bonilla            | 25   | 1.79     | Turbo                   |
| Costa Rica           | Daniela Johnson Quirós               | 27   | 1.70     | Provincia de Limón      |
| Curazao              | Dailin Viera                         | 20   | 1.70     | Willemstad              |
| Cuba                 | Gleidys Leyva Rodríguez              | 24   | 1.70     | La Habana               |
| Ecuador              | Lisseth Estefanía Naranjo Goya       | 19   | 1.70     | Cuenca                  |
| El Salvador          | Icela Trinidad Aparicio Villegas     | 24   | 1.71     | San Salvador            |
| España               | Magnolia María Martínez Ortuño       | 19   | 1.73     | Alicante                |
| Estados Unidos       | Geraldine Alexandra Chaparro Briceño | 28   | 1.68     | Orlando                 |
| Europa Hispana       | Daniela Santeliz Acosta              | 18   | 1.77     | Sevilla                 |
| Filipinas            | Micaella Alyssa Álvarez Muhlach      | 22   | 1.68     | Manila                  |
| Guatemala            | Dulce Tatiana López Villatoro        | 23   | 1.77     | Huehutenango            |
| Haití                | Cristina Cadet Prosper               | 27   | 1.68     | Puerto Príncipe         |
| Honduras             | Laurien Daniela Villafranca Gamero   | 19   | 1.70     | Danlí                   |
| México               | Aranza Anaid Molina Rueda            | 22   | 1.77     | Macuspana               |
| Nicaragua            | Alicia Karina Ramírez Urbina         | 23   | 1.74     | Managua                 |
| Panamá               | Norma Angélica Díaz Mancilla         | 23   | 1.75     | Las Tablas              |
| Paraguay             | María Belén Alderete Gayoso          | 24   | 1.74     | Caacupé                 |
| Perú                 | Jessica McFarlane Olazábal           | 28   | 1.75     | Lima                    |
| Portugal             | Ana Rita Aguiar                      | 21   | 1.75     | Vale de Cambra          |
| Puerto Rico          | Erika Medina Batista                 | 25   | 1.71     | Jayuya                  |
| República Dominicana | Johanny Estefanía Ureña Billa        | 27   | 1.80     | Villa Altagracia        |
| Uruguay              | Florencia Barrios Rüsch              | 20   | 1.70     | Young                   |
| Venezuela            | Nariman Cristina Battikha Yanyi      | 23   | 1.80     | Maturín                 |

Designaciones:
- México: Aranza Molina, fue designada por Lupita Jones, directora nacional de la franquicia de Mexicana Universal. Aranza Molina fue primera finalista de Mexicana Universal 2018.

Suplencias:
- Costa Rica: Ivonne Cerdas‚ sería representante de Costa Rica en el Reina Hispanoamericana pero por cambio de organización en ese país, se eligió a Daniela Johnson.
- Paraguay: Ana Livieres, había sido ganadora del título de Reina Hispanoamericana Paraguay 2018 en el Reinas de Belleza del Paraguay 2018 pero fue reemplazada por Belén Alderete, debido a que Livieres había renunciado por motivos personales.[8]
- Nicaragua: Geyssell García‚ sería la representante de Nicaragua pero tras haber participado en Face of Beauty International 2018 en el cual resultó segunda finalista, el contrato con el mencionado certamen no le permitía participar en otro concurso hasta pasar el año de su reinado y así fue reemplazada por Alicia Ramírez.
- República Dominicana: Onelly Rosario, declinó a participar por razones desconocidas, en su reemplazo se designó a Johanny Ureña.

Retiros:
- Australia: Cindy Guevara, era candidata oficial a la corona Hispana pero por razones desconocidas no llegó al certamen.

## Datos acerca de las delegadas
- Algunas de las delegadas de Reina Hispanoamericana 2018 han participado, o participarán, en otros certámenes internacionales de importancia:
  - María Irigaray (Argentina) participó sin éxito en Miss & Mister Pacific World 2015 y ganó Miss Mercosur Internacional 2018.
  - Joyce Prado (Bolivia) participó sin éxito en Miss Model of the World 2015, fue semifinalista en Miss Tourism Queen of the Year International 2015 y participó sin éxito en Miss Universo 2018. En este último, Belén Alderete (Paraguay) también participó sin éxito.
  - Isabelle Pandini (Brasil) fue tercera finalista en Miss Global Beauty Queen 2016.
  - Icela Aparicio (El Salvador) participó sin éxito en Miss Intercontinental 2016.
  - Norma Díaz (Panamá) fue segunda princesa en Reinado Internacional del Café 2017.
  - Jessica McFarlane (Perú) fue virreina en Miss Turismo Latino 2018.
  - Nariman Battikha (Venezuela) fue semifinalista en Miss Supranacional 2018.

- Algunas de las delegadas nacieron o viven en otro país al que representarán, o bien, tienen un origen étnico distinto:
  - Rafaella Enderica (Canadá) es nacida en Guayaquil, Ecuador.
  - Daniela Santeliz (Europa Hispana) nació en Venezuela y reside en España.
  - Jessica McFalane (Perú) posee raíces bolivianas.
  - Nariman Battikha (Venezuela) posee raíces libanesas.

## Regresos
- Aruba la última vez que participó fue en el 2015.
- Europa Hispana la última vez que participó fue en el 2016.